# 比尔塞贝格

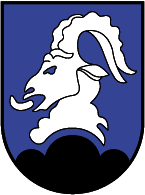
比尔塞贝格纹章

比尔塞贝格（Bürserberg）是奥地利福拉尔贝格州布卢登茨县的一个旅游胜地，2011年3月31日人口为527人。

## 地理
比尔塞贝格位于福拉尔贝格州最西端，距离布卢登茨约5公里。整个地区57.0%为森林。

## 历史
1730年建立圣约瑟夫教堂。1805年至1814年期间该地区归巴伐利亚所有，之后回归奥地利。1861年开始划入福拉尔贝格州管理。1945年至1955年期间被法国占领。
1969年由艺术家设计了城市的纹章，背景为烟青色，下方为三座黑色的山，上方为一只银色的羊头。